# Roberto Canella
Roberto Canella Suárez (ur. 7 lutego 1988 w asturyjskiej Lavianie) – hiszpański piłkarz występujący na pozycji lewego obrońcy w CD Lugo.

## Kariera klubowa
Pierwsze piłkarskie kroki stawiał w ACD Alcava, w którym pierwsze treningi rozpoczął już w wieku siedmiu lat. Klub ten opuścił w 1999 roku, kiedy to przeniósł się do Sportingu Gijón. Szybko przebijał się przez wyższe kategorie juniorskie, aż w końcu trafił do kadry seniorskiej. Ligowy debiut zaliczył w 2006 roku, kiedy klub grał jeszcze w Segunda División. Miejsce w wyjściowej jedenastce drużyny prowadzonej przez trenera Manuela Preciado wywalczył sobie już w sezonie 2007/08, zagrał wówczas w 36 spotkaniach na zapleczu pierwszej ligi i wydatnie pomógł Los Rojiblancos w powrocie do Primera División. Pierwszy sezon w najwyższej hiszpańskiej klasie rozgrywkowej dla Roberto był stosunkowo udany. Jego drużyna zakończyła rozgrywki na czternastym miejscu, unikając spadku, a jego indywidualne poczynania nie umknęły oczom scoutów większych i bardziej renomowanych klubów, niż Sporting. Wiele słyszało się o zainteresowaniu Realu Madryt, jednak do transferu ostatecznie nie doszło. Drużyna prowadzona przez Manuela Preciado (potem także Iñakiego Tejadę oraz Javiera Clemente) opuściła szeregi La Liga dopiero w sezonie 2011/12, ale mimo to Canella nadal pozostał jej zawodnikiem.
Za swoją grę zdobył kilka wyróżnień, jak te przyznawane przez redaktorów strony futboldraft.com. Został wybrany najlepszym hiszpańskim lewym obrońcą w wieku poniżej 22 lat (za sezon 2008/09), wcześniej sięgając po drugie i trzecie miejsce.

### Statystyki klubowe
| Sezon   | Klub                | Kraj      | Liga             | Mecze | Bramki | Puchar Kraju | Mecze | Bramki |
| ------- | ------------------- | --------- | ---------------- | ----- | ------ | ------------ | ----- | ------ |
| 2006/07 | Sporting Gijón      | Hiszpania | Segunda División | 17    | 0      | -            | -     | -      |
| 2007/08 | Sporting Gijón      | Hiszpania | Segunda División | 36    | 1      | -            | -     | -      |
| 2008/09 | Sporting Gijón      | Hiszpania | Primera División | 24    | 1      | -            | -     | -      |
| 2009/10 | Sporting Gijón      | Hiszpania | Primera División | 28    | 1      | -            | -     | -      |
| 2010/11 | Sporting Gijón      | Hiszpania | Primera División | 17    | 0      | -            | -     | -      |
| 2011/12 | Sporting Gijón      | Hiszpania | Primera División | 31    | 0      | -            | -     | -      |
| 2012/13 | Sporting Gijón      | Hiszpania | Segunda División | 35    | 2      | Puchar Króla | 2     | 0      |
| 2013/14 | Sporting Gijón      | Hiszpania | Segunda División | 36    | 1      | -            | -     | -      |
| 2014/15 | Deportivo La Coruña | Hiszpania | Primera División | 9     | 0      | Puchar Króla | 1     | 0      |
| 2015/16 | Sporting Gijón      | Hiszpania | Primera División | 9     | 0      | -            | -     | -      |
| 2016/17 | Sporting Gijón      | Hiszpania | Primera División | 20    | 2      | Puchar Króla | 2     | 0      |
| 2017/18 | Sporting Gijón      | Hiszpania | Segunda División | 35    | 0      | -            | -     | -      |
| 2018/19 | Sporting Gijón      | Hiszpania | Segunda División | 18    | 0      | Puchar Króla | 2     | 0      |

Stan na: 28 lipca 2019 r.

## Kariera reprezentacyjna
Roberto jest młodzieżowym reprezentantem Hiszpanii. Brał udział w mistrzostwach Europy U-19 w 2006 (które to mistrzostwa młodzi gracze La Furia Roja wygrali) oraz mistrzostwach świata U-20 w 2007 roku (gdzie doszli do ćwierćfinału, w którym odpadli z Czechami).